# Tournefortia longispica
Tournefortia longispica là loài thực vật có hoa trong họ Mồ hôi. Loài này được J.S. Mill. miêu tả khoa học đầu tiên năm 1988.